# Waimalu Shopping Center
Le Waimalu Shopping Center est un centre commercial américain situé à Waimalu, dans le comté d'Honolulu, à Hawaï. Ouvert en novembre 1963, il est inscrit au Registre national des lieux historiques depuis le 8 avril 2021.